# Castro de Ciudadela
El Castro de Ciudadela (en portugués: Castro de Cidadelhe) es un castro portugués de la parroquia civil de Cidadelhe, en el municipio de Mesão Frio.

## Historia
Cidadelhe fue un asentamiento fortificado de naturaleza protohistórica, que experimentó ocupaciones sucesivas a manos de los invasores romanos y, más tarde, albergó una población durante la Edad Media. 
El asentamiento formaba parte de un territorio administrativo medieval que comprendía una parroquia sueva, con una congregación real bajo la autoridad de Ordoño II de León. Además, constituía una porción del territorio de Portucale durante el segundo año de su reinado en 911.

## Arquitectura
El castro se encuentra en la cima de una colina, en un entorno rural apartado. 
El castillo o fortificación estaba protegido por dos líneas de murallas, con las calzadas que conducían al castro construidas con roca de esquisto.
En el interior de las ruinas, se hallan numerosos vestigios de las antiguas moradas, de configuración circular, desenterrados recientemente por arqueólogos.
Las excavaciones arqueológicas, dirigidas por A. Coelho, F. da Silva, A. Baptista Lopes y Manuel Tuna, se llevaron a cabo en dos sectores específicos. El primero abarcó una zona elevada delimitada por la primera serie de muros, mientras que el segundo se centró en una zona más baja y recientemente descubierta, explorando las paredes de la segunda serie.